# Хили, Мэри
Мэри Хили (англ. Mary Healy, 14 апреля 1918 — 3 февраля 2015) — американская актриса и певица. Её кинодебют состоялся в 1938 году, а год спустя познакомилась со своим будущем мужем, конферансье Питером Линдом Хэйсом, с которым все последующие годы была связана её карьера. На киноэкранах она появилась всего в одиннадцати картинах, среди которых «Вторая скрипка» (1939) и «Звёздная пыль» (1940).
После 1942 года Хили почти не появлялась на большом экране, продолжив свою карьеру на Бродвее, а затем на телевидении и радио. Выйдя на пенсию проживала вместе с мужем в пригороде Лос-Анджелеса, где и умерла в 2015 году в возрасте 96 лет.